# Henry Christopher McCook
Henry Christopher McCook (Lisbon, 3 luglio 1837 – Devon, 31 ottobre 1911) è stato un pastore protestante, aracnologo ed entomologo statunitense.

## Biografia
Dopo aver terminato gli studi di diritto, si iscrisse al Western Theological Seminary dove divenne sacerdote e vi restò fino al 1861.
Prese parte alla guerra di secessione officiando in qualità di luogotenente ed elemosiniere. Terminata la guerra si insediò in diverse parrocchie come pastore presbiteriano finché nel 1869 si stabilì definitivamente a Filadelfia, dove rimase fino al 1902.
Fu un appassionato di storia naturale, dedicando il tempo libero allo studio delle formiche e dei ragni.

## Taxa denominati in suo onore
- Forelius mccooki Thorell, 1892, specie di imenotteri della famiglia Formicidae (tribù Dolichoderini)
- Hasarius mccooki Thorell, 1892, specie di ragni della famiglia Salticidae
- Schizocosa mccooki Montgomery, 1904, specie di ragni della famiglia Lycosidae

## Opere e pubblicazioni
Di seguito l'elenco delle principali pubblicazioni:
- Object and Outline Teaching (1871)
- The Last Year of Christ's Ministry (1871)
- The Last Days of Jesus (1872)
- The Tercentenary Book (1873)
- On webs of new species of spiders. Proc. Acad. nat. Sci. Philad. 1876, pp. 200–201.
- Mound-Making Ants of the Alleghenies, Their Architecture and Habits (1877)
- The basilica spider and her snare. Proc. Acad. nat. Sci. Philad. 1878, pp. 124–135. (1878a)
- Note on the probable geographical distribution of a spider by the trade winds. Proc. Acad. nat. Sci. Philad. 1878, pp. 136–147 (1878b)
- The Natural History of the Agricultural Ant of Texas (1879)
- On the nest of a lycosid spider. Trans Amer. ent. Soc. (Proc.) pag.7: xi. (1879a)
- A monograph of the habits, architecture and structure of Pogonomyrmex barbatus. In The Natural History of the Agricultural Ant of Texas. Philadelphia, 311 pp. (Araneae, p. 203).
- Historic Ecclesiastical Emblems of Pan-Presbyterianism (1880)
- The snare of the ray spider (Epeira radiosa); a new form of orb web. Proc. Acad. nat. Sci. Philad. 1881, pp. 163–175.
- Honey and Occident Ants (1882)
- Note on two new Californian spiders and their nests. Proc. Acad. nat. Sci. Philad. 1883, pp. 276–278.
- Tenants of an Old Farm: Leaves From the Note-book of a Naturalist (1884)
- A spider that makes a spherical mud-daub cocoon. Proc. Acad. nat. Sci. Philad. vol.36, pp. 151–153 (1884)
- The Women Friends of Jesus (1884)
- The Gospel in Nature (1887)
- Note on Cyrtophora bifurca (n. sp.) and her cocoons, a new orb-weaving spider. Proc. Acad. nat. Sci. Philad. 1887, pp. 342–343
- Necessity for revising the nomenclature of American spiders. Proc. Acad. nat. Sci. Philad. 1888, pp. 74–79. (1888a)
- Descriptive notes of new American species of orbweaving spiders. Proc. Acad. nat. Sci. Philad. 1888, pp. 193–199. (1888b)
- Nesting habits of the American purseweb spider (Atypus abbotii). Proc. Acad. nat. Sci. Philad. 1888, pp. 203–220. (1888c)
- American spiders and their spinningwork. Philadelphia, vol.1, pp. 1–373 (1889)
- American spiders and their spinningwork. Philadelphia, vol.2, pp. 1–480 (1890)
- Drexelia, a new genus of spiders. Proc. Acad. nat. Sci. Philad. 1892, pag.127.
- American spiders and their spinningwork. Philadelphia, vol.3, pp. 1–285 (1894)
- Old Farm Fairies - A Summer Campaign Against King Cobweaver's Pixies (1895)
- The Latimers: A Tale of the Western Insurrection of 1794 (1897)
- The Senator: A Threnody (vita di Marcus A. Hanna) (1905)
- Nature's Craftsmen: Popular Studies of Ants and Other Insects (1907)
- Ant Communities and How They Are Governed: A Study in Natural Civics (1909)
- Prisca of Patmos: A Tale of the Days of St. John I (1911)

## Taxa descritti
- Verrucosa McCook, 1888, genere di ragni della famiglia Araneidae
- Allocyclosa bifurca McCook, 1887, specie di ragni della famiglia Araneidae
- Araneus bicentenarius McCook, 1888, specie di ragni della famiglia Araneidae
- Araneus bonsallae McCook, 1894, specie di ragni della famiglia Araneidae
- Araneus gemma McCook, 1888, specie di ragni della famiglia Araneidae
- Araneus unistriatus McCook, 1948, specie di ragni della famiglia Araneidae
- Eustala cochlea McCook, 1888, specie di ragni della famiglia Araneidae
- Glenognatha foxi McCook, 1894, specie di ragni della famiglia Tetragnathidae
- Pachygnatha dorothea McCook, 1894, specie di ragni della famiglia Tetragnathidae
- Singa keyserlingi McCook, 1894, specie di ragni della famiglia Araneidae
- Solenopsis xyloni McCook, 1879, specie di imenotteri della famiglia Formicidae

| McCook è l'abbreviazione standard utilizzata per le specie animali descritte da Henry Christopher McCook. Categoria:Taxa classificati da Henry Christopher McCook |